# Schanzenanlage im Kanzlersgrund
Die Schanzenanlage im Kanzlersgrund ist eine Skisprunganlage in einem Kanzlersgrund genannten Tal westlich von Oberhof in Thüringen. Sie besteht aus einer Groß- (Hans-Renner-Schanze) und einer Normalschanze (Rennsteigschanze). Die Großschanze (Baujahr 1959 bis 1961) hat einen Hillsize von 140 Metern und die Normalschanze (Baujahr 1983 bis 1987) von 100 Metern. Die Hans-Renner-Schanze war die größte Sprungschanze der DDR und ist eine der größten Sprungschanzen der Welt. Beide Sprungschanzen können mit Matten belegt und somit auch im Sommer benutzt werden, was außer von deutschen Skispringern auch von Springern anderer Nationalmannschaften zum Training genutzt wird.

## Lage
Die Sprungschanzen liegen etwa drei Kilometer südwestlich von Oberhof am nordwestlichen Hang des 903,8 Meter hohen Schützenbergs im Kanzlersgrund und an der Landesstraße 1128 von Oberhof nach Steinbach-Hallenberg. Die Schanzen liegen etwa 800 Meter über Normalnull hoch, dadurch gelten sie im mitteldeutschen Raum als relativ schneesicher. Bedingt durch die zentrale Lage im Thüringer Wald und im tief eingekerbten Kanzlersgrund sind sie im Winter relativ nebelanfällig.

## Beschreibung

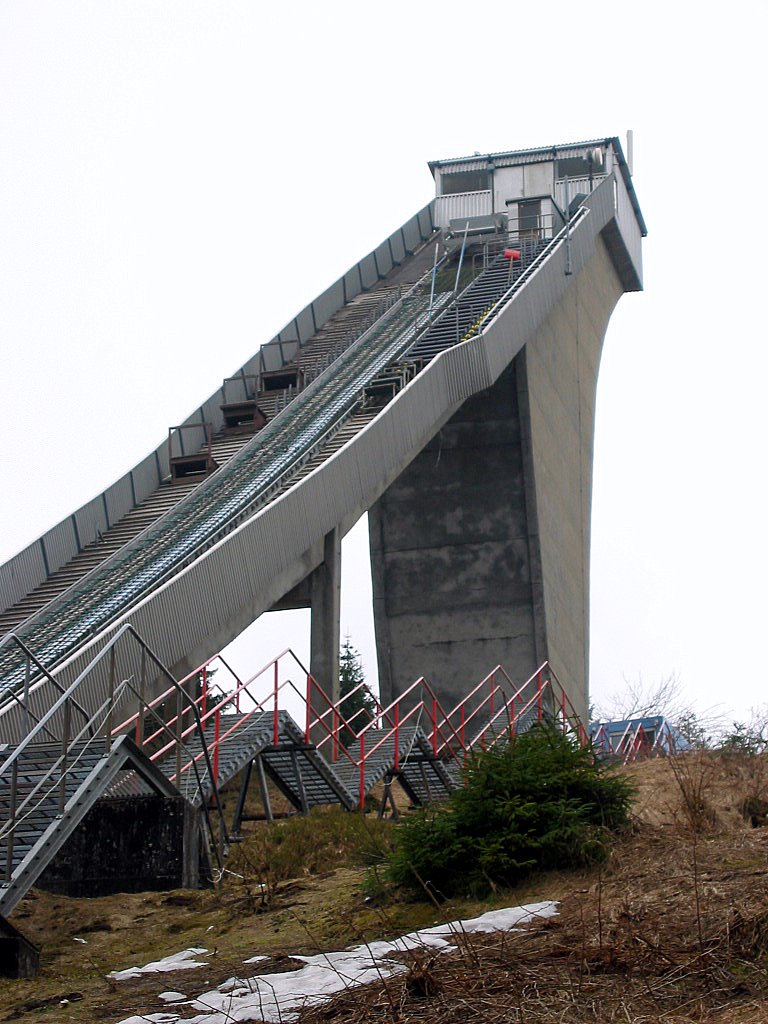
Schanzenturm der K 120 im Jahr 2006

Die Schanzenanlage ist eine Sportanlage des Leistungszentrums Oberhof des Olympiastützpunktes Thüringen, des Zentrums der Wintersport-Nachwuchsförderung in Thüringen und steht Spitzen- und Nachwuchssportlern aus der in Oberhof stationierten Sportfördergruppe der Bundeswehr und dem Sportgymnasium zur Verfügung. Auf ihr findet regelmäßig Sprungtraining statt, seit der deutschen Wiedervereinigung nicht nur von Sportlern aus den Ländern des ehemaligen Ostblocks. Auf der Schanzenanlage wurden bis 1998 regelmäßig Skisprung-Weltcups abgehalten. 2006 und 2007 gab es noch im Sommer das FIS-Grand-Prix-Springen. Außerdem fand bis 2010 jährlich ein Weltcup der Nordischen Kombination statt, wobei die Laufwettbewerbe in der etwa einen Kilometer entfernten Lotto Thüringen Arena am Rennsteig ausgerichtet werden.
Beide Schanzen haben ein nach der Internationalen Skiwettkampfordnung (§ 414) der Fédération Internationale de Ski (FIS) gültiges Schanzenzertifikat (Schanzenprofilbestätigung), das Wettkämpfe mit internationaler Beteiligung erlaubt. Sie sind bei der FIS mit der Zertifikatsnummer 52/GER und 247/GER gelistet. Die Schanzenanlage besteht aus zwei eigenständigen Sprungschanzen mit aneinandergrenzenden Aufsprunghängen und Auslauf. Sie liegen parallel zueinander mit einem gemeinsamen Zuschauerbereich. Die K-120-Großschanze heißt seit dem Jahr 1998 Hans-Renner-Schanze, benannt nach dem ehemaligen DDR-Nationaltrainer der Skispringer und Erfinder der Kunststoffmatten für Sprungschanzen Hans Renner (1919–1970). Bis dahin hieß sie nur Schanze am Rennsteig. Nach Hans Renner wurde in Zella-Mehlis eine weitere Sprungschanzenanlage, die aus drei kleineren Schanzen besteht, benannt. Die K-90-Normalschanze nennt sich Rennsteigschanze.

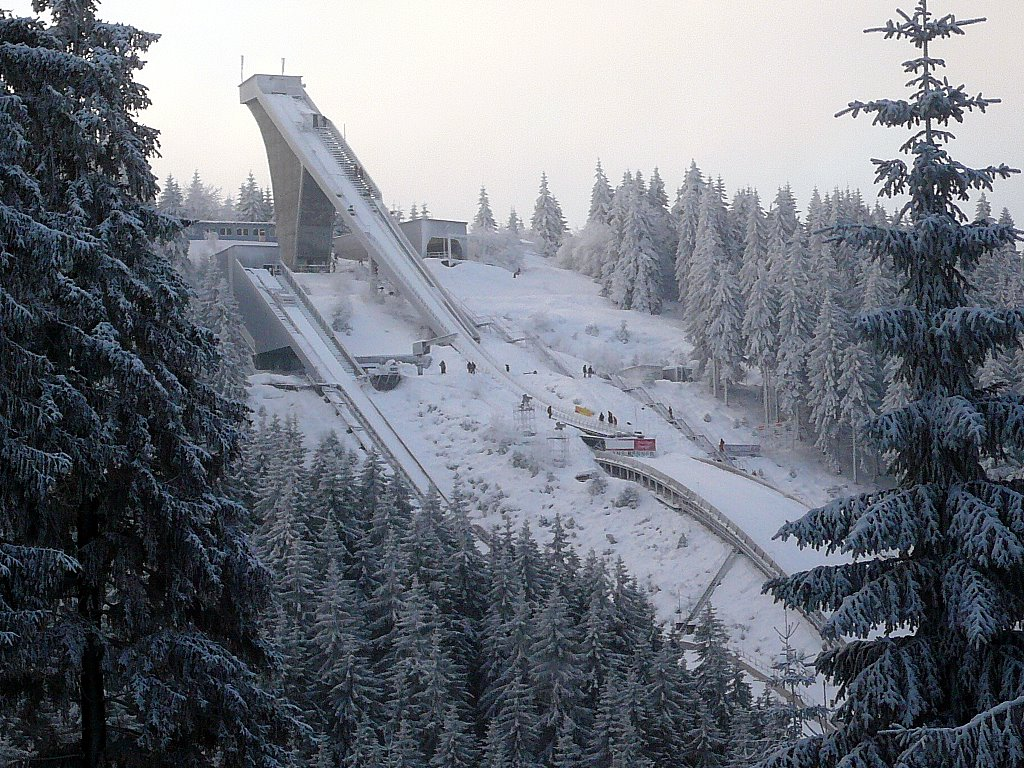
Schanzenturm der K 120 und K 90, dahinter Bergstation des Sessellifts (Fernsicht von der Straße Oberhof–Steinbach-Hallenberg)

Die Schanzen sind sowohl im Winter bei ausreichender Schneelage als auch im Sommer mit Matten nutzbar. Die Schanzen haben drei verschiedene Anlaufspuren aus Matten, Keramik und Eis und separate Sprungrichtertürme. Der Aufsprungbereich beider Schanzen ist mit Kunststoffmatten belegt. Diese werden vor dem Springen befeuchtet und haben dadurch eine ähnliche Gleiteigenschaft wie Schnee. Der Anlaufbereich aus Keramik oder Matten wird ebenfalls bewässert. Im Winter können bei schlechten Schneeverhältnissen, wenn es kalt genug ist, die Schanzen mit Schneekanonen beschneit werden. Der Zuschauerbereich besteht aus Stehtraversen auf beiden Seiten des Auslaufes bis auf den Gegenhang und zur Straße.
Der Gesamthöhenunterschied der Anlage beträgt 150 Meter. Der Anlaufturm der K 120 hat eine Höhe von 27 Metern, der der K 90 von zehn Metern. Eine Treppe neben dem Aufsprunghang der Großschanze hat 632 Stufen vom Auslaufbereich bis zum Anlaufturm. Im Anlaufturm der K 120 führen 152 Treppenstufen hinauf. Als Aufstiegshilfe für die Skispringer diente ursprünglich ein Einer-Sessellift mit 17 Sesseln aus den Jahren 1960 und 1961. Die Talstation befindet sich wenige Meter talwärts der Schanzenanlage auf 721, die Bergstation direkt am Fuße des Anlaufturmes der Großschanze auf 849 Meter Höhe über Normalnull. Der Sessellift ist 320 Meter lang, wobei ein Höhenunterschied von 128 Metern überwunden wird. Die stündliche Kapazität lag bei 153 Personen.

## Geschichte
Die erste Schanze in Oberhof wurde 1906 errichtet und lag an der Tambacher Straße. Am Wadeberg wurde 1908 mit der heutigen Jugendschanze (HS 69) die erste Schanze errichtet. Sie wurde 1951/52 völlig neu gebaut und 1954 mit Matten belegt. Auf ihr fand das erste Mattenspringen der Welt statt. Im Jahr 1928 wurde mit der Hindenburgschanze (ab 1945 Thüringenschanze genannt) eine große, wettkampftaugliche Schanze errichtet, auf der die Nordischen Skiweltmeisterschaften 1931 stattfand. Die in die Jahre gekommene Schanze ließ Ende der 1950er Jahre Weiten um 70 Meter zu.

### Schanzenbau

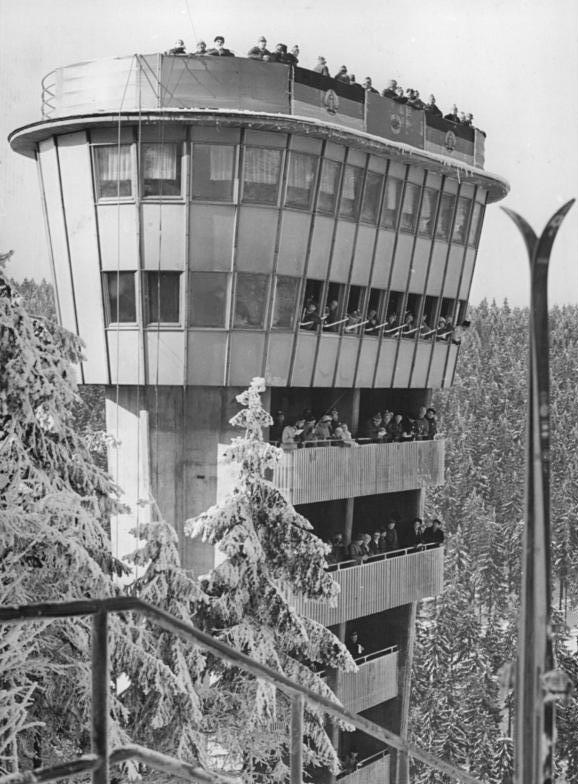
Kampfrichterturm im Jahr 1964

Die sportlichen Erfolge des Armeesportklubs (ASK) Vorwärts Oberhof (nach der Wiedervereinigung WSV Oberhof 05), veranlassten die DDR-Führung, in Oberhof durch verschiedene Maßnahmen die Bedingungen für Wettkämpfe und das Training zu verbessern. Es sollte zum führenden Wintersportzentrum der DDR ausgebaut werden. Es standen die Nordischen Skiweltmeisterschaften 1962 und 1964 die Olympischen Winterspiele bevor, bei denen erstmals Medaillen bei Springen auf einer Großschanze vergeben werden sollten. Walter Ulbricht veranlasste nach einem Beschluss am 23. Dezember 1959 der Sozialistischen Einheitspartei Deutschlands (SED) den Bau einer großen Sprungschanze. Als Standort wurde nach einem Auswahlverfahren unter Berücksichtigung von Hanglage, Schneesicherheit und Windanfälligkeit der Kanzlersgrund gewählt. Zunächst war dort eine Flugschanze geplant, was jedoch die FIS untersagte.
Die Sprungschanze wurde von 1959 bis 1961 errichtet. Bauleiter waren die Ingenieure Dieter Schmidt und Walter Wolf. Das gesamte Bauareal wurde weitflächig zum Sperrgebiet erklärt. Es reichte bis zum Grenzadler und zum Falkengraben. Die Anpassung des Aufsprungbereiches an das vorgegebene Schanzenprofil machte umfangreiche Erdbewegungen und Sprengarbeiten nötig. Die Erdarbeiten übernahmen Zwangsarbeiter (Strafgefangene aus dem Untermaßfelder Gefängnis), die in einem Lager am Ausgang des Falkengrabens, etwa einen Kilometer von der Schanzenbaustelle talwärts untergebracht waren. Die Strafgefangenen waren in einem abgegrenzten Gebiet tätig und wurden von bewaffneten Vollzugsbeamten mit Hunden bewacht. Später wurde aus dem Lager ein Erholungsobjekt, das in den 1990er Jahren verfiel. Der Anlaufturm mit zwei Aufenthaltsräumen für die Sportler und der siebenstöckige Kampfrichterturm wurden in Stahlbetonbauweise errichtet. Dadurch konnte der Querschnitt der Türme zum Fußpunkt hin verringert werden, wodurch eine geschwungene, elegante Konstruktion entstand. Der Kampfrichterturm erhebt sich auf 28 Meter, wobei die obersten zwei Stockwerke als verglaste Kanzeln ausgeführt sind. Das Fundament steckt neun Meter tief im Boden.
Am 9. Januar 1962 wurde die den Normen der FIS entsprechende P-90-Anlage durch Alfred Brettschneider aus Zella-Mehlis mit einem Sprung eingeweiht. Der Beginn der Landezone, der P-Punkt, liegt bei 90 Metern. Der K-Punkt lag ebenfalls bei 90 Metern und bezog sich auf den mit über 39 Grad Neigung steilsten Bereich des Aufsprunghanges. Von diesem Punkt aus wurde der Auslauf flacher, bis er in den Gegenhang überging. P-Punkt und K-Punkt waren damals, im Gegensatz zu den heutigen Schanzen, identisch. Die lange Auslaufzone ermöglichte Weiten von über 110 Meter. Damit war die Großsprungschanze im Kanzlersgrund nach den Flugschanzen in Planica, Oberstdorf und Bad Mitterndorf die viertgrößte Sprungschanze der Welt. Die bis dahin größte Sprungschanze der DDR, die 1959 eingeweihte Aschbergschanze, ließ Weiten bis zu 100 Meter zu. Walter Ulbricht ordnete an, dass bis zu den Olympischen Winterspielen 1964 nur Springer aus der DDR auf der neuen Großschanze in Oberhof springen durften. Im Januar 1964 schrieb das Freie Wort mit der Überschrift „Nun auch ein Hunderter – Backen“ unter anderem ausführlich über die technischen Daten:

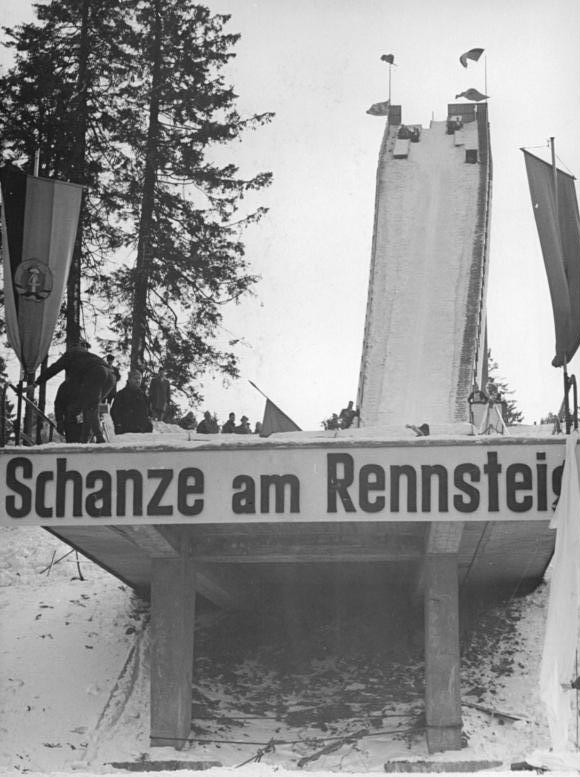
Schanzenturm im Jahr 1964

„Im Kanzlersgrund bei Oberhof wurde eine Großsprungschanze gebaut, die in ihrer Anlage zur Zeit ihresgleichen in der Welt sucht. Drei Jahre betrug die Bauzeit. […] Der kritische Punkt liegt bei 90 m. Es sind Sprünge um die 115 m möglich. Die Anlaufbahn ist 117,4 m lang, wobei der erste Teil außergewöhnlich steil geneigt ist – 38 Grad. (Bei den herkömmlichen Schanzen beträgt die Anlaufneigung 30 bis 35 Grad). Durch diesen verhältnismäßig steilen Anlauf war es möglich, die Anlaufstrecke für die beabsichtigten Weiten maximal kurz und den Anlaufturm niedrig zu halten, „nur“ 28 m hoch. Beim Absprung erreicht der Springer eine Geschwindigkeit von ca. 100 km/h. Das Verhältnis der Höhe (dort, wo sich der Springer vom Schanzentisch löst) zum Niveau (dort, wo er aufspringt) ist außerordentlich günstig: 0,55. Dieses niedrige Verhältnis ermöglicht eine profilnahe Flugbahn, so dass es sich auf dieser Schanze trotz der großen Weiten außerordentlich sicher springen lässt. Immerhin hat der Aufsprunghang eine Neigung von 39,5 Grad. […] Tatkräftig hat die Bevölkerung beim Bau der Schanze mitgeholfen. Insgesamt sind 54 824 NAW Stunden geleistet worden.
Am 23. Februar 1964 ist es nun soweit: Anlässlich der Deutschen Meisterschaften in den nordischen Disziplinen wird mit dem 2. Wertungsspringen des Spezialsprunglaufes die Schanze feierlich geweiht und offiziell übergeben.“

### Einweihung

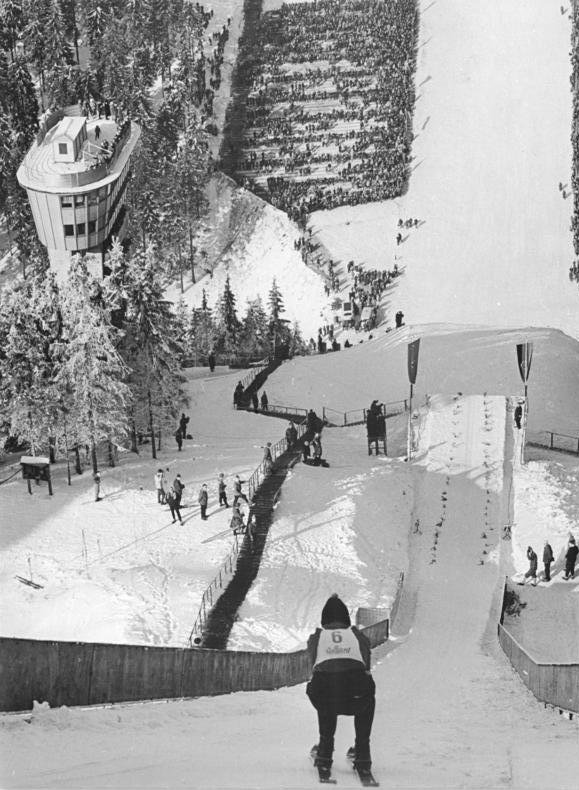
Blick vom Schanzenturm im Jahr 1964

Die ersten offiziellen Rekorde wurden bei den 15. DDR-Skimeisterschaften in den nordischen Skidisziplinen im Februar 1964 aufgestellt, bei denen Dieter Neuendorf und Dieter Bokeloh, beide aus Brotterode, je 111,5 Meter weit sprangen. Die Skimeisterschaften begannen am 21. Februar vor etwa 30.000 Zuschauern mit der ersten Wertungskonkurrenz. DDR-Meister der Spezialspringer wurde am 23. Februar 1964 vor über 40.000 Zuschauern Veit Kührt aus Zella-Mehlis. Manfred Ewald, Präsident des Deutschen Turn- und Sportbundes (DTSB) taufte die Schanze vor dem zweiten Durchgang feierlich auf den Namen Schanze am Rennsteig.

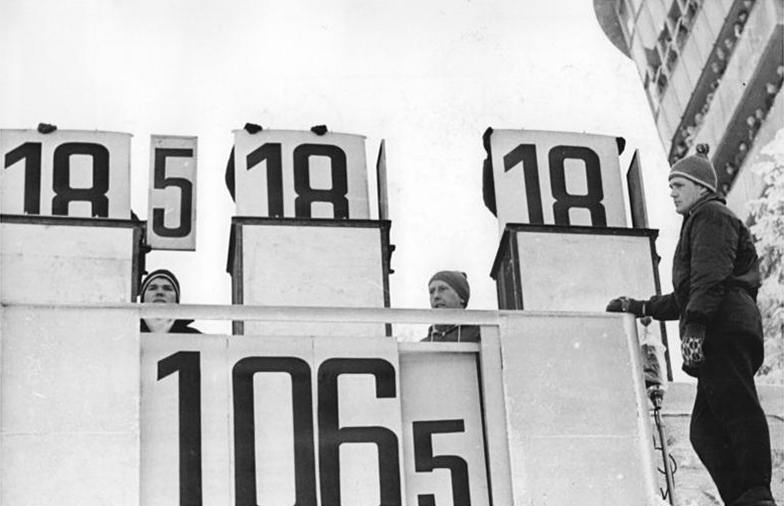
Anzeigetafel mit Wertungsnoten im Jahr 1964

1965 fanden die ersten Internationalen Oberhofer Skispiele statt, wobei die Sprungwettbewerbe auf der Schanze am Rennsteig ausgerichtet wurden. Von da an wurden die Skispiele alle zwei Jahre durchgeführt, letztmals 1989. An den zweiten Internationalen Oberhofer Skispielen im Jahr 1967 nahmen die Doppel-Weltmeister Bjørn Wirkola und Lars Grini aus Norwegen teil. Dieter Scharf aus Oberwiesenthal stellte 1968 bei den DDR-Skimeisterschaften mit 114,5 Metern einen neuen Schanzenrekord auf. Rund ein Jahr später verbesserte Jürgen Dommerich aus Zella-Mehlis beim Abschlusstestwettkampf zur anstehenden Weltmeisterschaft in der Hohen Tatra die Rekordmarke um 1,5 Meter auf 116,0 Metern.
Im Jahr 1979 wurde mit der Sprungschanze in Oberhof weltweit zum ersten Mal eine Großschanze mit Matten belegt. Damit sollte die Vorbereitung auf die Olympischen Winterspiele 1980 verbessert werden. Den ersten Sprung absolvierte Holger Greiner-Petter aus Neuhaus bei Suhl am 6. August 1979 vor 2000 Zuschauern. Er kam auf eine Weite von 97 Metern. Einen Tag später kamen die Spitzenspringer der DDR, die zuvor in Oberwiesenthal trainiert hatten, zum Testspringen nach Oberhof. Jochen Danneberg aus Brotterode kam mit 110 Metern am weitesten. In den 1980er Jahren fand auf der Schanze jährlich ein Internationaler Mattensprunglauf statt.  1984 stellte Klaus Ostwald aus Klingenthal mit 127 Metern einen Schanzenrekord auf, der in den Folgejahren von Dieter Thoma aus Hinterzarten, Andreas Felder aus Österreich und Ralph Gebstedt aus Oberhof eingestellt wurde, bevor ihn Jaroslav Sakala aus Tschechien 1995 mit 130,5 Metern überbot.

### Zweite Schanze

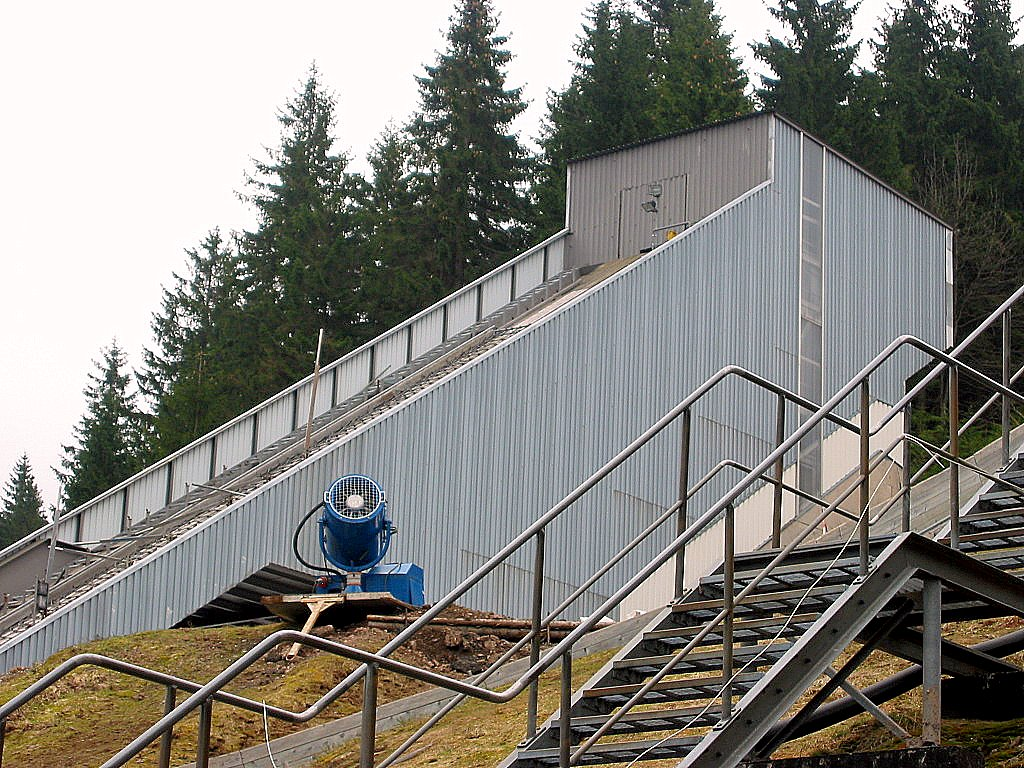
Schanzenturm der K 90 im Jahr 2006

Am 3. November 1980 legte Rudolf Hellmann, Leiter der Abteilung Sport beim Zentralkomitee der SED dem Generalsekretär Erich Honecker eine Liste mit den wichtigsten Sportbauten für 1980 bis 1985 vor. Diese sah für Oberhof den Bau einer 70-Meter-Schanze mit Mess- und Objektivierungseinrichtungen vor. Diese sollte auch für Internationale Wettkämpfe geeignet sein. Die 70-Meter-Angabe bezieht sich hier ebenfalls auf den Beginn des Landebereichs. Der spätere K-Punkt liegt bei 90 Metern. Neben der Großschanze wurde in den Jahren 1984 bis 1987 unter großem Arbeitsaufwand eine weitere Schanze als Normalschanze errichtet. Diese hat, bedingt durch das günstige natürliche Geländeprofil keinen hochragenden Anlaufturm mit Turmschaft. Das Anlaufbauwerk wurde direkt als Gebäude auf das Gelände gesetzt, mit einem ebenerdigen Zugang von hinten. Von dieser Ebene aus führt eine Treppe zu den einzelnen Startluken des Anlaufbereiches. In dem Stockwerk unterhalb des Zuganges befinden sich ein geheizter Aufenthaltsraum für etwa zwanzig Personen und zwei Toiletten.

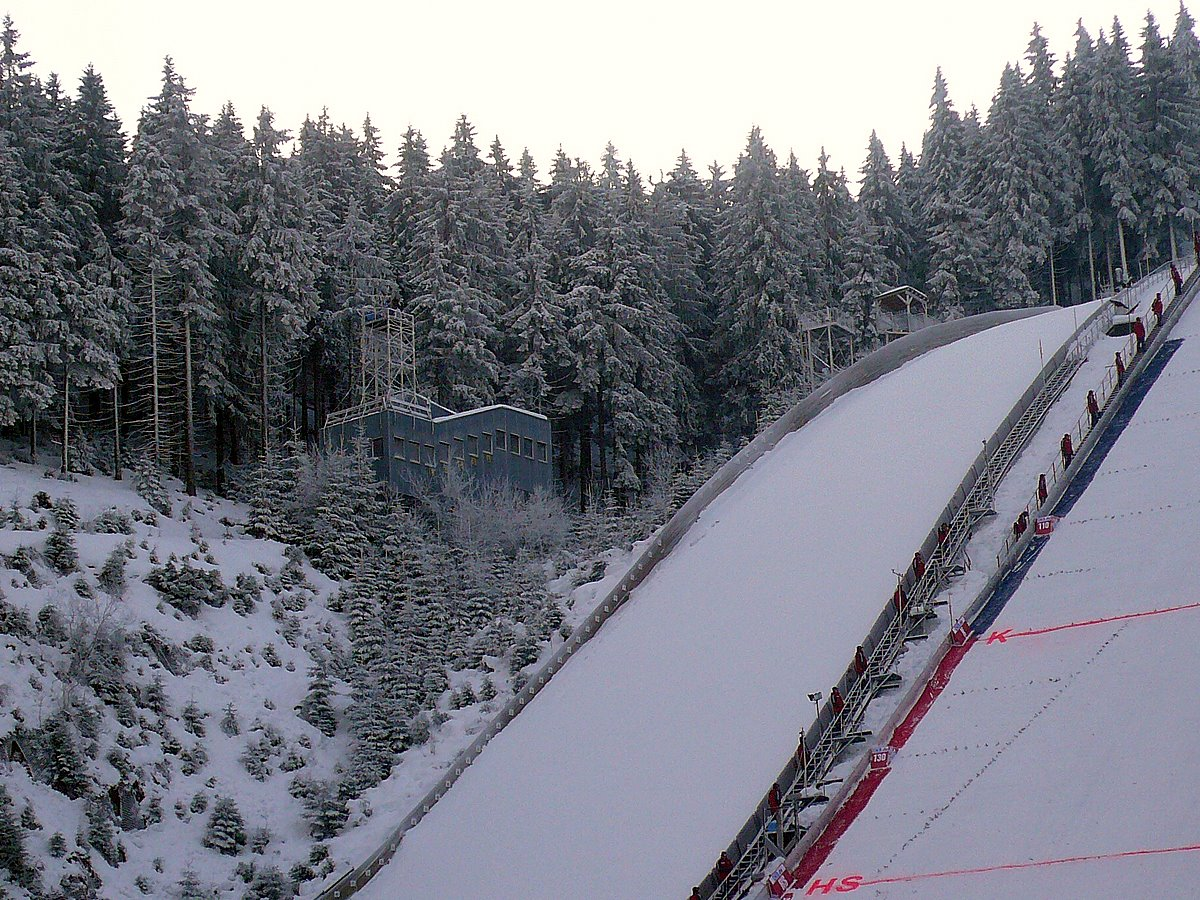
Aufsprunghang der K 90 mit Kampfrichterturm bei der Nordischen Kombination 2008

Überlegungen, die Schanze auf der anderen Seite der Großschanze zu errichten, wo das natürliche Gelände als günstiger angesehen worden war, mussten verworfen werden, weil sonst der Sprungrichterturm der Großschanze hätte weichen müssen. Mit dem Vorhandensein einer Normal- und einer Großschanze an einem Standort sollten die Trainingsbedingungen optimiert werden. Die Normalschanze dient überwiegend als Trainingsschanze und löste die Thüringenschanze (K 82) ab, die abgerissen wurde, nachdem sich niemand in der Lage gesehen hatte, das aufwändige Bauwerk, das für das Springen nicht mehr benötigt wurde, zu erhalten. Die 70-Meter-Schanze zählte mit ihrer Ausstattung zu den modernsten Anlagen der Welt. Die Keramikelemente für die Anlaufspur wurden 1987 in Sonneberg entwickelt und erstmals auf der Normalschanze eingesetzt. Einige Jahre später bekam die K 120 ebenfalls eine Keramikanlaufspur. Die Normalschanze wurde auch mit einer vereisten Anlaufspur versehen. Der gleiche Betrieb, der die Kälteanlage der Rennrodelbahn Oberhof hergestellt hatte, baute die Vereisungsanlage mit dem Pumpenhaus hinter der Schanze.
Im Jahr 1986 wurde der K-Punkt der Großschanze nach einer Neuvermessung des Profiles auf 116 Meter geändert. Zuvor lag der K-Punkt bei 115 Meter. Ein im Januar 1989 auf der Großschanze geplanter Weltcup musste wegen schlechter Witterungsbedingungen auf der Normalschanze ausgetragen werden. Hierzu holte die Stadt mit angemieteten Lastkraftwagen 250 Ladungen Schnee vom 15 Kilometer entfernten 982,9 Meter hohen Beerberg heran. Durch diese Schneereserven konnten an zwei Tagen Sprungläufe vor etwa 35.000 Zuschauern durchgeführt werden. Sieger wurden Ole Gunnar Fidjestøl aus Norwegen und Jens Weißflog aus Oberwiesenthal. Im Jahr 1990 fanden bei der Großschanze Profiländerungen statt, wobei sich der K-Punkt auf 120 Meter erhöhte. 1991 und 1995 fanden auf der Großschanze zwei weitere Weltcupspringen, jeweils vor etwa 40.000 Zuschauern statt. Dieter Thoma siegte 1991 und Mika Laitinen aus Finnland 1995. Bis zum Jahr 1994, als die Mühlenkopfschanze bei Willingen für den Skisprung-Weltcup 1995 auf K 120 vergrößert wurde, war sie die einzige K-120-Schanze in Deutschland. Auf der Normalschanze fanden in den Jahren 1993, 1995 und 1996 B-Weltcups der Nordischen Kombinierer statt.

### Umbauten

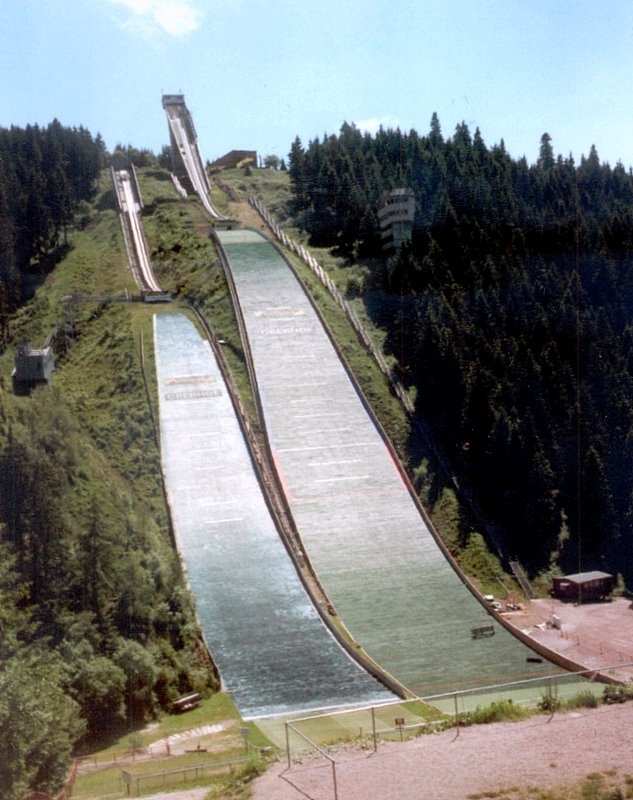
Schanzenanlage im Jahr 2003

Bei Umbauten der Großschanze in den Jahren 1994 und 1995 wurde der obere Teil des Aufsprunghanges durch eine Holzkonstruktion mit einer Dämmschicht an das natürliche Hangprofil angepasst, die Schanze mit neuen Matten belegt und die Aufsprungfläche im K-Punkt-Bereich von 18,5 auf 22,8 Meter verbreitert. Die Anpassung und Verbreiterung des Hangprofils waren durch den V-Stil und die sich dadurch ändernden Flugbahnen und größeren erreichbaren Weiten nötig. Der Landebereich änderte sich, wodurch größere Weiten möglich waren, der K-Punkt blieb jedoch unverändert. Durch den Umbau reduzierte sich die Höhe des Schanzentisches von 5,2 auf 3,3 Meter, was eine niedrigere Flugbahn über den Hang bedeutete. Der Anlaufbereich wurde ebenfalls verändert. Die Gesamtanlauflänge reduzierte sich um mehr als zehn Meter bei gleichzeitiger Tieferlegung der untersten Startposition um etwa drei Meter. Hierdurch änderte sich die durchschnittlich projektierte Absprunggeschwindigkeit um etwa fünf auf 92 Kilometer pro Stunde. Im September 1995 wurde die Großschanze als modernste Mattenschanze der Welt wiedereröffnet. Im Jahr 1996 fand dort ein FIS-Grand-Prix-Springen statt. Bis zum Jahr 1996 war sie die größte Mattenschanze der Welt. Die Rukatunturi-Schanze im finnischen Kuusamo, die 1996 vergrößert wurde, ist jetzt mit einer Hillsize (bis 2004 Juryweite genannt) von 142 Metern größer. Ein geplantes Weltcupspringen auf der Großschanze im Dezember 1997 fiel wegen eines Temperaturanstiegs von zehn Grad Celsius und des in der Nacht abrutschenden Schnees am Aufsprunghang aus. Im Dezember 1998 fand das bisher letzte Weltcupspringen der Spezialspringer vor etwa 40.000 Zuschauern statt, das erneut mit schwierigen Wetterbedingungen zu kämpfen hatte. Es herrschten starker Nebel, Wind und Regen, so dass nur ein Durchgang stattfinden konnte. Sieger wurde Andreas Widhölzl aus Österreich vor Martin Schmitt. Damalige Spitzenspringer kritisierten die Organisatoren wegen schlechter Präparierung. Diese Kritik schadete dem Image der Schanze.

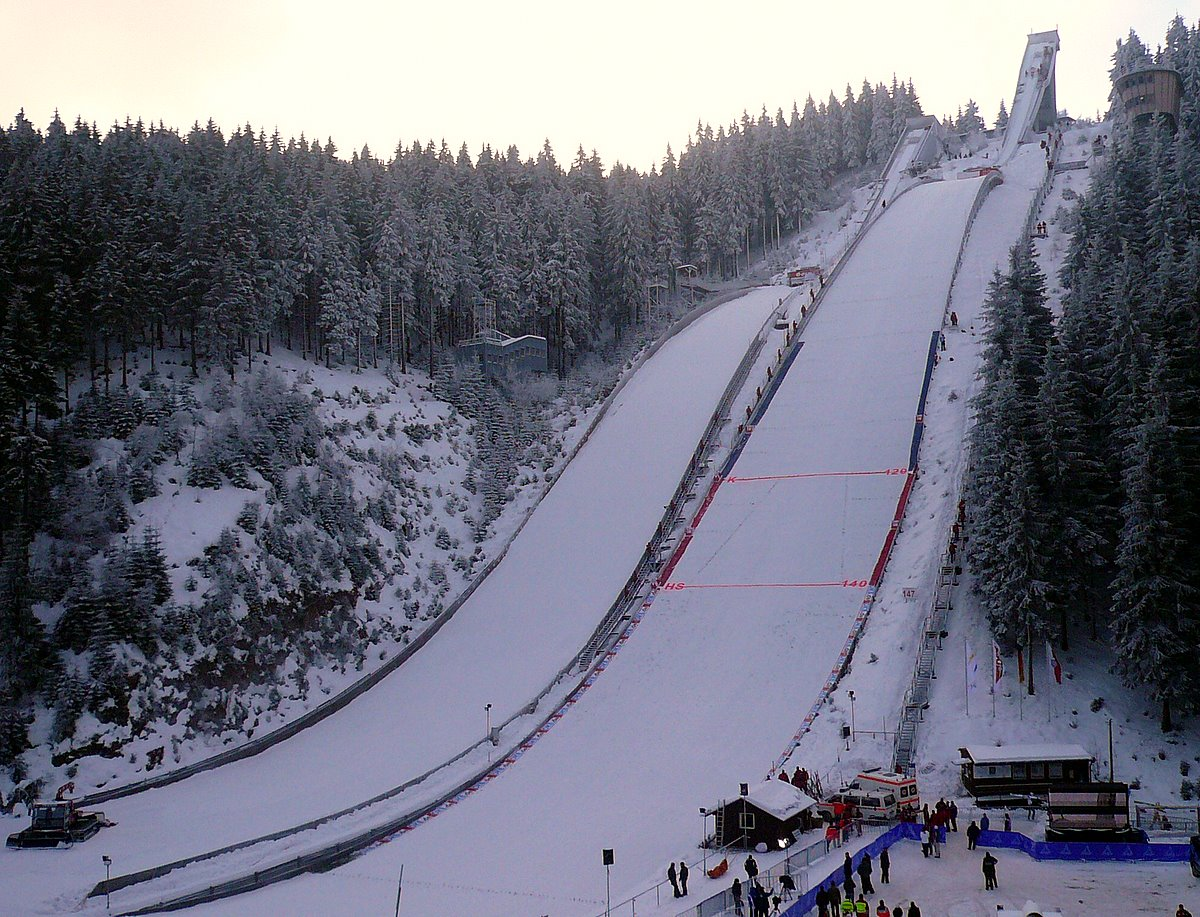
Schanzenanlage bei der Nordischen Kombination 2008

Im Mai 1999 wurde der Sprungschanze von der FIS das Zertifikat entzogen, weil der Aufsprunghang mit 39,2 Grad (erlaubt waren 35 bis 38 Grad) zu steil war. Dies hatte zur Folge, dass die Springer aus großer Höhe landeten und der Druck dabei zu hoch war. Die Kosten für den Umbau der Schanze wurden auf eine Million Deutsche Mark geschätzt. Diskussionen hinsichtlich einer möglichen Schließung des Olympiastützpunktes Oberhof kamen auf, dabei wäre keine Großschanze mehr benötigt worden. Der Schanzenrekord lag zu diesem Zeitpunkt bei 134,5 Metern, gehalten von Noriaki Kasai aus Japan. Am 22. Oktober 1999 wurde schließlich ein Umbau in den Haushalt 2000 von Bund, Land Thüringen, Landkreis Schmalkalden-Meiningen und der Gemeinde Oberhof aufgenommen. In der Zwischenzeit hatte der Deutsche Skiverband (DSV) dem Schanzenumbau die höchste Priorität zuerkannt, da es die einzige Großschanze in Deutschland mit Matten war. Aufgrund des fehlenden FIS-Zertifikats konnten die deutschen Skispringer in diesem Jahr ihr Sommersprungtraining auf einer Großschanze nur im Ausland durchführen. Bei einem Lokaltermin mit Vertretern des Bundesinnenministeriums und des DSV sowie regionalen und lokalen Politikern wurden die Umbaukosten auf 1,3 Millionen Euro veranschlagt. Für die Angleichung der Hangneigung an die FIS-Normen waren keine Erdarbeiten nötig, sondern lediglich eine Veränderung der Holzkonstruktion. Die Arbeiten wurden im Jahr 2000 durchgeführt und die Schanze konnte im Sommer 2000 wiedereröffnet werden. Das flachere und längere Aufsprungprofil ermöglichte Sprünge von über 140 Metern. Der Konstruktionspunkt (K-Punkt) der Schanze blieb mit 120 Metern gleich, jedoch erhöhte sich die Juryweite, die Größenangabe einer Schanze und der Vorläufer des Hillsize (HS), von 133 auf 138 Meter.
Da die Anlage zunehmend baufälliger wurde, fand nach der Saison 2009/2010 kein Weltcup mehr in der Nordischen Kombination in Oberhof statt. Im November 2011 wurde daher beschlossen, die Anlage in den nächsten beiden Jahren umzubauen. In den Jahren 2013–2015 wurde die Normalschanze durch einen Neubau ersetzt und der Hillsize von 96 auf 100 vergrößert. Zusätzlich wurden die Großschanze renoviert und die Aufsprunghügel zusammengefasst. Die Baumaßnahme wurde von 2013 bis 2015 mit 7 Mio. Euro Fördergeldern umgesetzt. Das Gebäude hat ein Untergeschoss aus Stahlbeton auf dem sich eine dreigeschossige, turmartige Holzkonstruktion befindet.

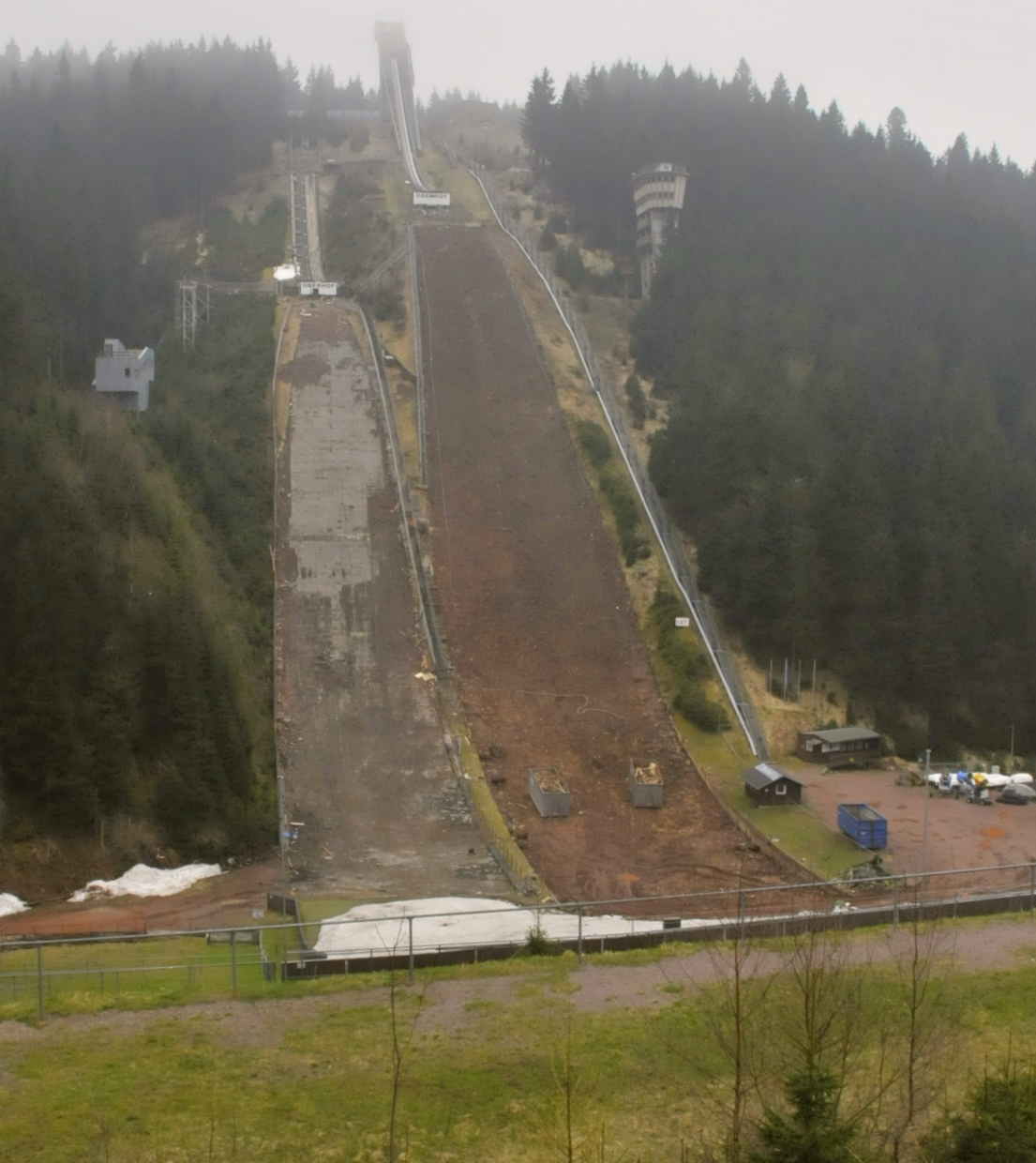
Skisprunganlage während Renovierungsarbeiten im Mai 2013

In den Jahren 2015 bis 2016 folgte für etwa zwei Millionen Euro als Ersatz für den Einersessellift ein neuer Doppelsessellift. 2017 ließ der Zweckverband Thüringer Wintersportzentrum den Trainer- und Sprungrichterturm der Normalschanze, der für beide Schanzen genutzt werden kann, neu errichten.

### Wettbewerbe

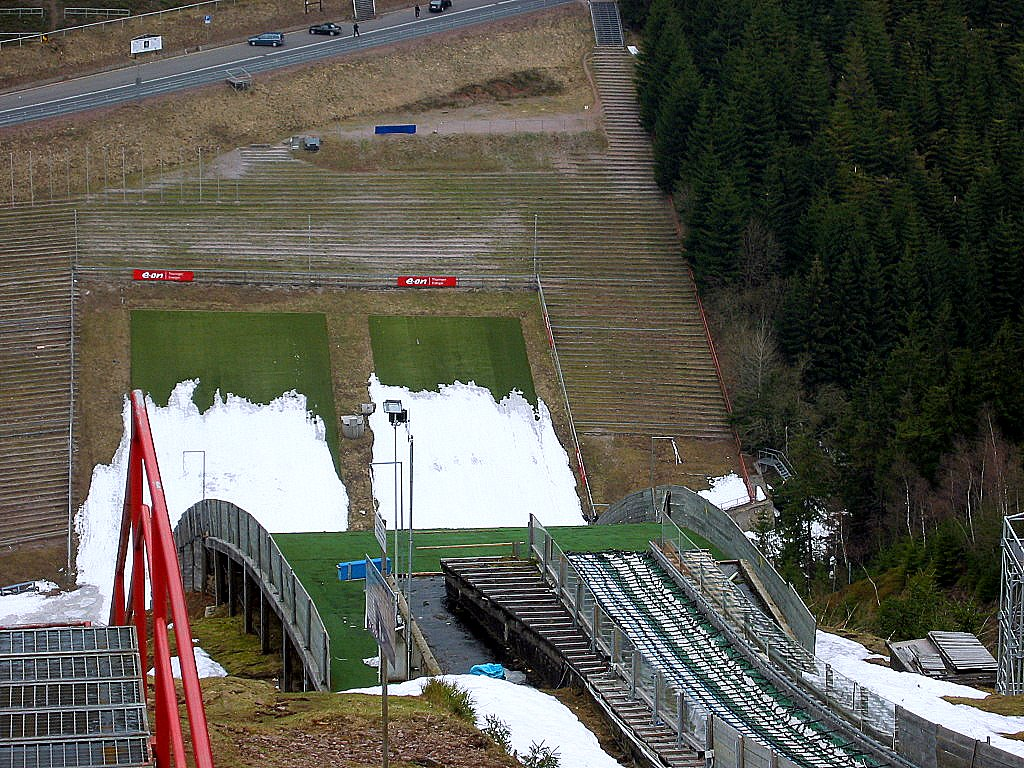
Blick vom Schanzentisch der K 120 in den Auslauf im Jahr 2006

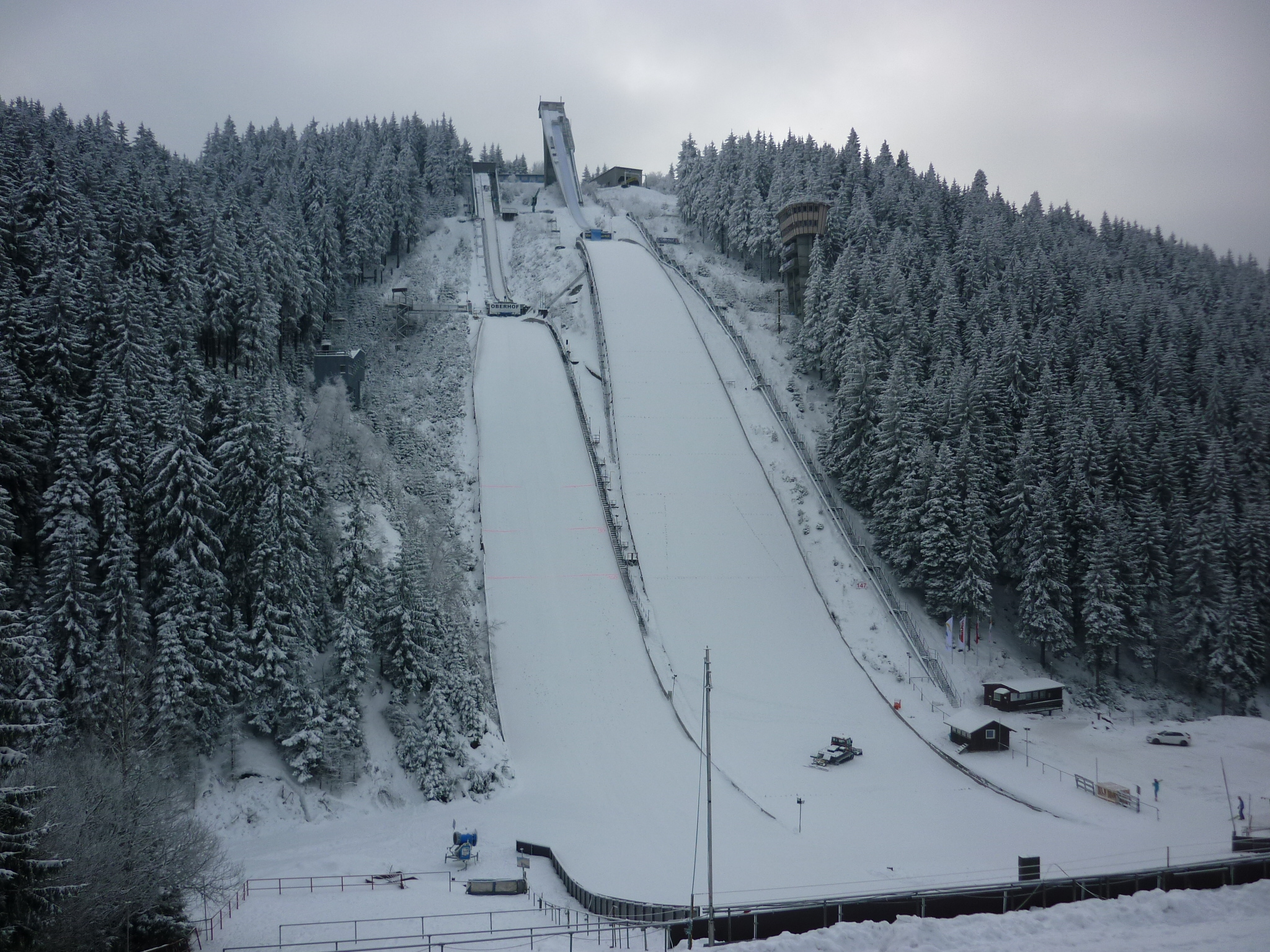
Schanzenanlage im Winter 2010

In den Jahren 2000 und 2002 fanden Sommer-Grand-Prix der Nordischen Kombinierer statt. Im Jahr 2001 wurde auf der Großschanze ein Skisprung-Continental-Cup auf Matten ausgetragen. Ausrichter des Springens war der Niederländische Skiverband, der erstmals in seiner 74-jährigen Geschichte einen internationalen Skisprungwettbewerb ausrichtete. Seit 2002 findet jeweils Ende Dezember auf der Schanze ein Weltcup der Nordischen Kombination statt. Bei diesem Wettbewerb sind regelmäßig um die 10.000 Zuschauer anwesend, die höchsten Zuschauerzahlen des Weltcups. Die Sieger waren bisher Felix Gottwald aus Österreich (2002), Ronny Ackermann aus Dermbach (2003), Hannu Manninen aus Finnland (2004 und 2005), Magnus Moan aus Norwegen (2007 und 2008) und Anssi Koivuranta aus Finnland (ebenfalls 2008). Hannu Manninen aus Finnland und Johnny Spillane aus den Vereinigten Staaten gewannen 2010. Von 2002 bis 2005 fand der Wettbewerb im Rahmen des Warsteiner Grand Prix Deutschland (WGP) statt.
Im Jahr 2007 sprang Oberhof im Skisprung-Continental-Cup für Brotterode ein. Auf der Normalschanze fanden zwei Sprungwettbewerbe statt, die auf der Inselbergschanze wegen Schneemangels nicht durchgeführt werden konnten. Bei einem Sommer-Grand-Prix der Nordischen Kombinierer im August 2007 siegte David Kreiner aus Österreich. In den Jahren 2006 und 2007 fanden FIS-Grand-Prix-Springen statt mit den polnischen Siegern Adam Małysz und Kamil Stoch.
Den Schanzenrekord auf der K 120 hält mit 147 Metern der finnische Nordische Kombinierer Anssi Koivuranta, aufgestellt beim Weltcup am 30. Dezember 2005. Bei diesem Sprung reichte die Videoweitenmessung nicht aus, sodass die Weitenrichter am Aufsprunghang beteiligt werden mussten. Auf der K 90 liegt der Schanzenrekord bei 106 Metern, gehalten vom Deutschen Wolfgang Bösl, aus dem Jahr 2014. Die Schanzenrekorde auf Matten liegen bei 143 Metern, gehalten von Tobias Bogner aus dem Jahr 2006 und 101 Metern und durch Philipp Blaurock aus dem Jahr 2014.

## Technische Daten

### Schanzenprofil

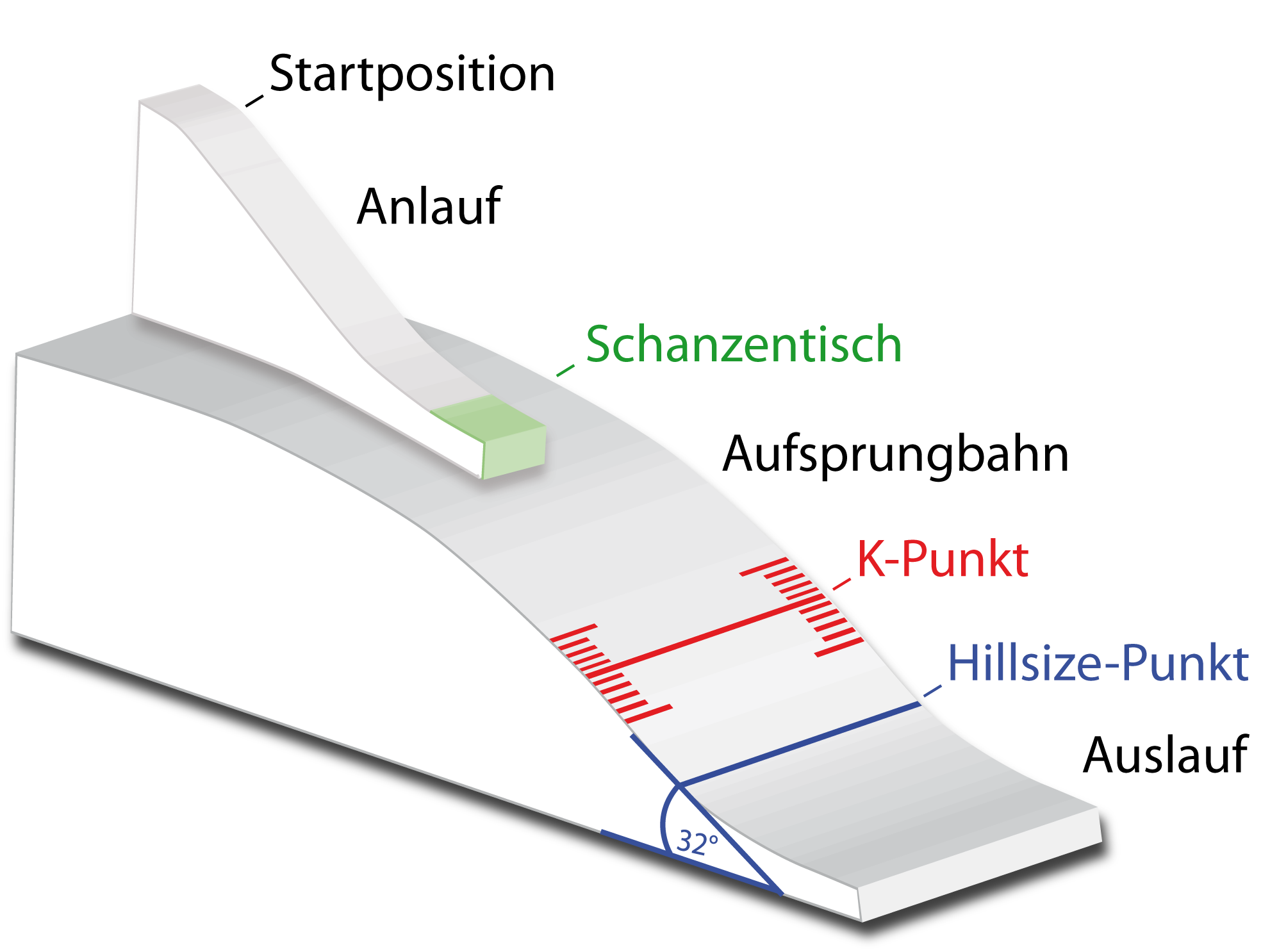
Schema einer Skisprungschanze

| Hans-Renner-Schanze (K 120)                | Hans-Renner-Schanze (K 120) |
| ------------------------------------------ | --------------------------- |
| Erbaut                                     | 1959–1961                   |
| Anlauf                                     |                             |
| Turmhöhe                                   | 27 m                        |
| Anlauflänge                                | 101 m                       |
| Neigung des Anlaufs (γ)                    | 35/38°                      |
| Anlaufgeschwindigkeit                      | 92 km/h                     |
| Schanzentisch                              |                             |
| Tischhöhe                                  | 3,10 m                      |
| Tischlänge                                 | 6,35 m                      |
| Neigung des Schanzentisches (α)            | 11,0°                       |
| Aufsprung                                  |                             |
| Hillsize                                   | 140 m                       |
| Konstruktionspunkt                         | 120 m                       |
| Juryweite                                  | 138 m                       |
| Höhendifferenz Tischkante bis K-Punkt (h)  | 59,85 m                     |
| Längendifferenz Tischkante bis K-Punkt (n) | 103,29 m                    |
| Verhältnis Höhen- zu Längendifferenz (h/n) | 0,580                       |
| K-Punkt Neigungswinkel (β)                 | 35,0°                       |
| Auslauf                                    |                             |
| Länge des Auslaufs                         | 90 m                        |
| Größe                                      |                             |
| Schanzenrekord                             | 147,0 m Anssi Koivuranta    |

| Rennsteigschanze (K 90)                    | Rennsteigschanze (K 90) |
| ------------------------------------------ | ----------------------- |
| Erbaut                                     | 1983–1987               |
| Anlauf                                     |                         |
| Turmhöhe                                   | 10 m                    |
| Anlauflänge                                | 100 m                   |
| Neigung des Anlaufs (γ)                    | 34,7°                   |
| Anlaufgeschwindigkeit                      | 88 km/h                 |
| Schanzentisch                              |                         |
| Tischhöhe                                  | 3,40 m                  |
| Tischlänge                                 | 6,25 m                  |
| Neigung des Schanzentisches (α)            | 10,0°                   |
| Aufsprung                                  |                         |
| Hillsize                                   | 100 m                   |
| Konstruktionspunkt                         | 90 m                    |
| Juryweite                                  | 96 m                    |
| Höhendifferenz Tischkante bis K-Punkt (h)  | 42,43 m                 |
| Längendifferenz Tischkante bis K-Punkt (n) | 78,67 m                 |
| Verhältnis Höhen- zu Längendifferenz (h/n) | 0,539                   |
| K-Punkt Neigungswinkel (β)                 | 36,6°                   |
| Auslauf                                    |                         |
| Länge des Auslaufs                         | 103 m                   |
| Größe                                      |                         |
| Schanzenrekord                             | 106,0 m Wolfgang Bösl   |

### Schanzenrekorde

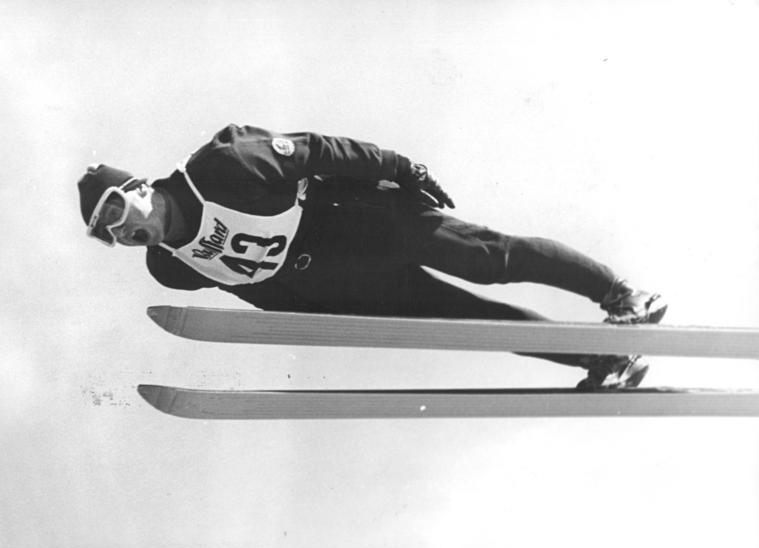
Dieter Scharf beim Sprung zum Schanzenrekord mit 114,5 Metern 1968

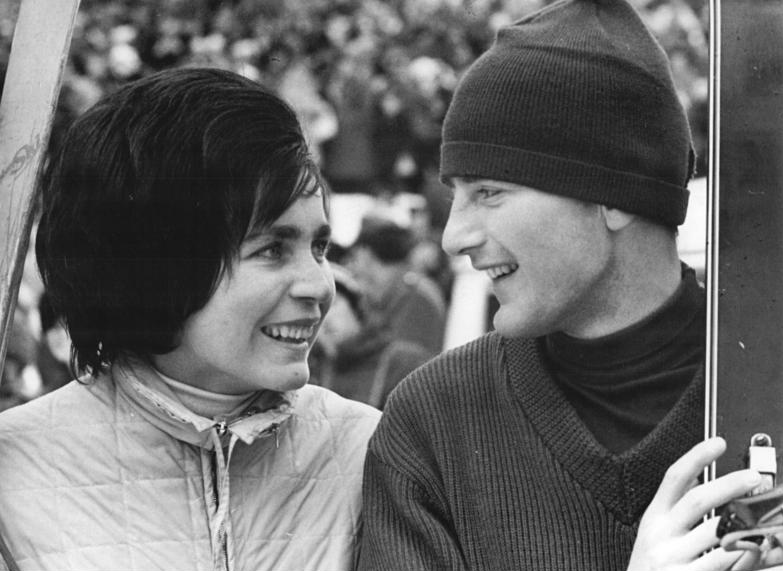
Sieger Veit Kührt bei den 15. DDR-Skimeisterschaften 1964

Schanzenrekorde auf der Hans-Renner-Schanze seit der Neueröffnung 1964 (Auswahl).
- 111,5 Meter –  Dieter Neuendorf (Februar 1964)
- 111,5 Meter –  Dieter Bokeloh (Februar 1964)
- 114,0 Meter –  Peter Lesser (Februar 1968)[35]
- 114,5 Meter –  Dieter Scharf (3. März 1968)
- 116,0 Meter –  Jürgen Dommerich (21. Dezember 1969)
- 119,0 Meter –  Jochen Danneberg (25. Januar 1976)[36]
- 121,0 Meter –  Klaus Ostwald (15. Januar 1978)[37]
- 121,0 Meter –  Holger Freitag (8. Februar 1981)[38]
- 124,0 Meter –  Axel Zitzmann (22. Februar 1981)[39]
- 127,0 Meter –  Klaus Ostwald (1984)
- 127,0 Meter –  Andreas Felder (12. Januar 1991)
- 127,0 Meter –  Ralph Gebstedt
- 130,5 Meter –  Jaroslav Sakala (27. Dezember 1995)
- 130,5 Meter –  Christof Duffner (27. Dezember 1995)
- 137,0 Meter –  Ronny Ackermann (29. Dezember 2003)
- 138,5 Meter –  Christoph Bieler (2005)
- 138,5 Meter –  Anssi Koivuranta (30. Dezember 2005)
- 139,5 Meter –  Christoph Bieler (30. Dezember 2005)
- 147,0 Meter –  Anssi Koivuranta (30. Dezember 2005)

Schanzenrekorde auf der Rennsteigschanze (Auswahl).
- 096,0 Meter –  Klaus Ostwald (2. März 1984)[40]
- 097,5 Meter –  Jens Weißflog (1993)
- 098,0 Meter –  Hansjörg Jäkle (1996)
- 098,5 Meter –  Nick Callmann
- 100,0 Meter –  Jens Deimel (2004)
- 106,0 Meter –  Wolfgang Bösl (2014)

## FIS-Wettbewerbe
Genannt werden alle Sprungwettbewerbe die von der FIS organisiert werden.
| Datum      | Sportart    | Kategorie            | Schanze | 1. Platz             | 2. Platz                  | 3. Platz                            |
| ---------- | ----------- | -------------------- | ------- | -------------------- | ------------------------- | ----------------------------------- |
| 21.01.1989 | Skispringen | Weltcup              | K 90    | Ole Gunnar Fidjestøl | Jens Weißflog             | Ingo Züchner                        |
| 22.01.1989 | Skispringen | Weltcup              | K 90    | Jens Weißflog        | Ole Gunnar Fidjestøl      | Jon Inge Kjørum                     |
| 12.01.1991 | Skispringen | Weltcup              | K 120   | Dieter Thoma         | Andreas Felder            | Jens Weißflog                       |
| 28.02.1993 | Kombination | B-Weltcup            | K 90    | Thomas Abratis       | Einar Brendryen           | Enrico Heisig                       |
| 05.01.1995 | Kombination | B-Weltcup            | K 90    | Enrico Heisig        | Günter Csar               | Jermund Lunder                      |
| 28.12.1995 | Skispringen | Weltcup              | K 120   | Mika Laitinen        | Ari-Pekka Nikkola         | Jens Weißflog                       |
| 07.01.1996 | Kombination | B-Weltcup            | K 90    | Ago Markvardt        | Stefan Wittwer            | Enrico Heisig                       |
| 21.08.1996 | Skispringen | Grand-Prix           | K 120   | Mika Laitinen        | Ari-Pekka Nikkola         | Adam Małysz                         |
| 12.12.1998 | Skispringen | Weltcup              | K 120   | Andreas Widhölzl     | Martin Schmitt            | Sven Hannawald                      |
| 30.08.2000 | Kombination | Grand-Prix           | K 90    | Samppa Lajunen       | Jari Mantila              | Georg Hettich                       |
| 29.09.2001 | Skispringen | Continental Cup      | K 120   | Ildar Fatkullin      | Alan Alborn               | Stephan Hocke                       |
| 30.09.2001 | Skispringen | Continental Cup      | K 120   | Wettkampf abgesagt   | Wettkampf abgesagt        | Wettkampf abgesagt                  |
| 25.08.2002 | Kombination | Grand-Prix           | K 120   | Mario Stecher        | Felix Gottwald            | Todd Lodwick                        |
| 01.01.2003 | Kombination | Weltcup              | K 120   | Felix Gottwald       | Ronny Ackermann           | Mario Stecher                       |
| 30.12.2003 | Kombination | Weltcup              | K 120   | Ronny Ackermann      | Felix Gottwald            | Todd Lodwick                        |
| 30.12.2004 | Kombination | Weltcup              | HS 140  | Hannu Manninen       | Ronny Ackermann           | Felix Gottwald                      |
| 30.12.2005 | Kombination | Weltcup              | HS 140  | Hannu Manninen       | Ronny Ackermann           | Magnus Moan                         |
| 03.10.2006 | Skispringen | Grand-Prix           | HS 140  | Adam Małysz          | Anders Bardal             | Janne Ahonen                        |
| 30.12.2006 | Kombination | Weltcup              | HS 140  | ausgefallen          | ausgefallen               | ausgefallen                         |
| 24.02.2007 | Skispringen | Continental Cup      | HS 100  | Julian Musiol        | Arthur Pauli              | Morten Solem Jewgeni Plechow        |
| 25.02.2007 | Skispringen | Continental Cup      | HS 100  | Lukáš Hlava          | Thomas Lobben             | Stefan Thurnbichler                 |
| 26.08.2007 | Kombination | Grand-Prix           | HS 140  | David Kreiner        | Jason Lamy Chappuis       | Wilhelm Denifl                      |
| 03.10.2007 | Skispringen | Grand-Prix           | HS 140  | Kamil Stoch          | Jernej Damjan             | Thomas Morgenstern                  |
| 30.12.2007 | Kombination | Weltcup              | HS 140  | Magnus Moan          | Bill Demong               | Petter Tande                        |
| 27.12.2008 | Kombination | Weltcup              | HS 140  | Magnus Moan          | Todd Lodwick              | Anssi Koivuranta                    |
| 28.12.2008 | Kombination | Weltcup              | HS 140  | Anssi Koivuranta     | Todd Lodwick              | Jason Lamy Chappuis                 |
| 02.01.2010 | Kombination | Weltcup              | HS 140  | Hannu Manninen       | Felix Gottwald            | Jason Lamy Chappuis                 |
| 03.01.2010 | Kombination | Weltcup              | HS 140  | Johnny Spillane      | Felix Gottwald            | Björn Kircheisen                    |
| 26.02.2022 | Skispringen | FIS Cup              | HS 100  | Anna Hoffmann        | Sina Arnet Annika Belshaw |                                     |
| 26.02.2022 | Skispringen | FIS Cup              | HS 100  | Claudio Haas         | Mika Schwann              | Clemens Leitner                     |
| 27.02.2022 | Skispringen | FIS Cup              | HS 100  | Anna Twardosz        | Annika Belshaw            | Sina Arnet Paige Jones              |
| 27.02.2022 | Skispringen | FIS Cup              | HS 100  | Mika Schwann         | Clemens Leitner           | Markus Rupitsch                     |
| 12.03.2022 | Skispringen | Weltcup              | HS 100  | Urša Bogataj         | Nika Križnar              | Katharina Althaus                   |
| 13.03.2022 | Skispringen | Weltcup              | HS 100  | Urša Bogataj         | Nika Križnar              | Ema Klinec                          |
| 04.03.2023 | Skispringen | FIS Cup              | HS 100  | Juliane Seyfarth     | Katarina Pirnovar         | Taja Bodlaj                         |
| 04.03.2023 | Skispringen | FIS Cup              | HS 100  | Klemens Muranka      | Maximilian Lienher        | Jonas Schuster                      |
| 05.03.2023 | Skispringen | FIS Cup              | HS 100  | Michelle Göbel       | Juliane Seyfarth          | Katarina Pirnovar Anežka Indráčková |
| 05.03.2023 | Skispringen | FIS Cup              | HS 100  | Timon-Pascal Kahofer | Markus Rupitsch           | Julijan Smid                        |
| 02.03.2024 | Skispringen | FIS Cup              | HS 100  | Timon-Pascal Kahofer | Ulrich Wohlgenannt        | Stefan Rainer                       |
| 03.03.2024 | Skispringen | FIS Cup              | HS 100  | Ulrich Wohlgenannt   | Timon-Pascal Kahofer      | Finn Braun                          |
| 01.03.2025 | Skispringen | Intercontinental-Cup | HS 100  | Alvine Holz          | Hannah Wiegele            | Tinkara Komar                       |
| 01.03.2025 | Skispringen | FIS Cup              | HS 100  | Clemens Leitner      | Raffael Zimmermann        | Julijan Smid                        |
| 02.03.2025 | Skispringen | Intercontinental-Cup | HS 100  | Alvine Holz          | Julina Kreibich           | Hannah Wiegele                      |
| 02.03.2025 | Skispringen | FIS Cup              | HS 100  | Julijan Smid         | Stefan Rainer             | Clemens Leitner                     |